# نود و هفتمین دوره جوایز اسکار
مراسم نود و هفتمین دوره جوایز اسکار به میزبانی آکادمی علوم و هنرهای سینما که از بهترین فیلم‌های اکران‌شده در سال ۲۰۲۴ تجلیل می‌کند، در ۲ مارس ۲۰۲۵ در سالن تئاتر دالبی، هالیوود، لس آنجلس برگزار شد. این مراسم از شبکه ای‌بی‌سی در ایالات متحده پخش شد و برای اولین بار به‌طور همزمان از طریق هولو به صورت زنده استریم شد. کمدین و پادکست‌ساز کونان اوبراین برای اولین بار مجری این مراسم بود و راج کاپور و کتی مالان به عنوان تهیه‌کنندگان اجرایی مراسم بازگشتند.
امیلیا پرز با ۱۳ نامزدی بیشترین تعداد نامزدی را به دست آورد. پس از آن بروتالیست و شرور هرکدام با ۱۰ نامزدی در جایگاه بعدی قرار گرفتند. آنورا پنج جایزه شامل بهترین فیلم را برنده شد. بروتالیست سه جایزه و پس از آن، تلماسه: بخش دو، امیلیا پرز و شرور هرکدام دو جایزه برنده شدند. پخش تلویزیونی این مراسم ۱۹٫۷ میلیون بیننده در ایالات متحده داشت.

## جایزه‌ها و نامزدی‌ها
نامزدهای نود و هفتمین دوره جوایز اسکار در ۲۳ ژانویه ۲۰۲۵ در تئاتر ساموئل گلدوین در بورلی هیلز توسط بازیگران ریچل سنوت و بوئن یانگ اعلام شدند. امیلیا پرز با دریافت سیزده نامزدی اسکار برای یک فیلم غیرانگلیسی‌زبان بیشترین تعداد نامزدی را به دست آورد و از فیلم‌های ببر خیزان، اژدهای پنهان (۲۰۰۰) و رما (۲۰۱۸) پیشی گرفت.

### جوایز

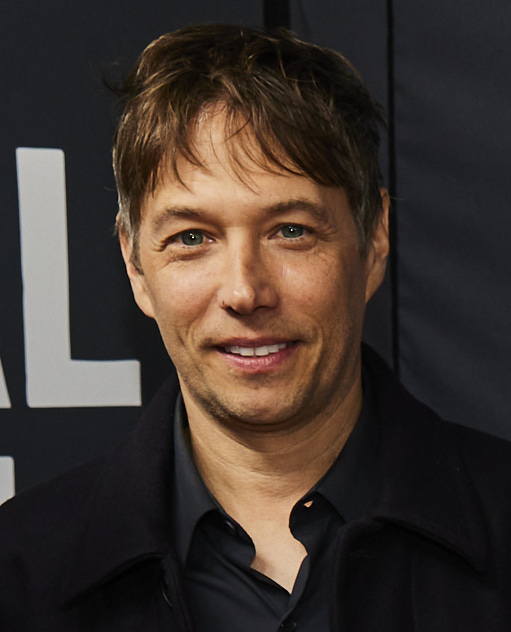
شان بیکر، برنده مشترک بهترین فیلم و بهترین کارگردانی، بهترین فیلم‌نامه غیراقتباسی و بهترین تدوین فیلم

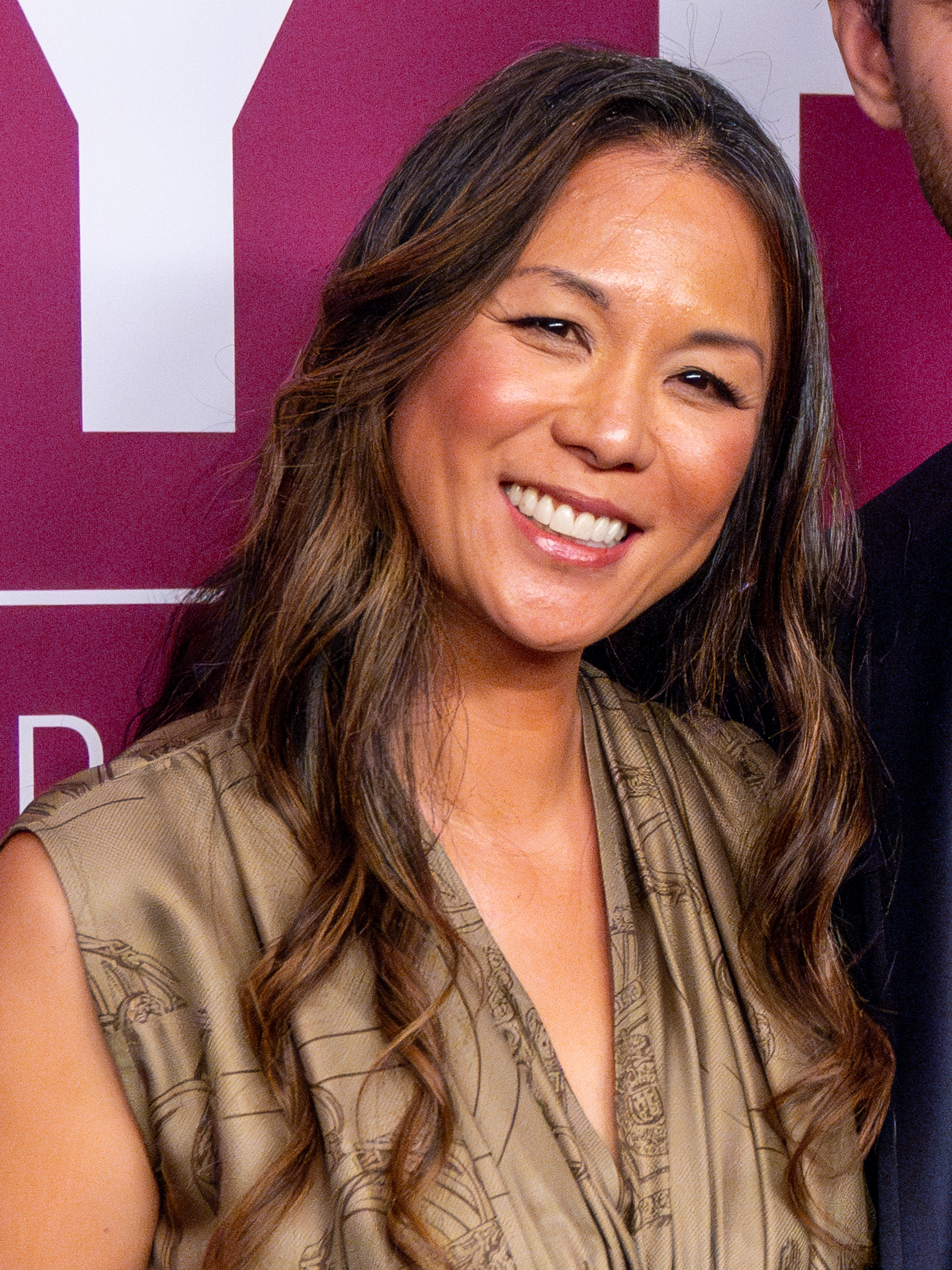
سامانتا کوان، برنده مشترک بهترین فیلم

آدرین برودی، برنده بهترین بازیگر مرد

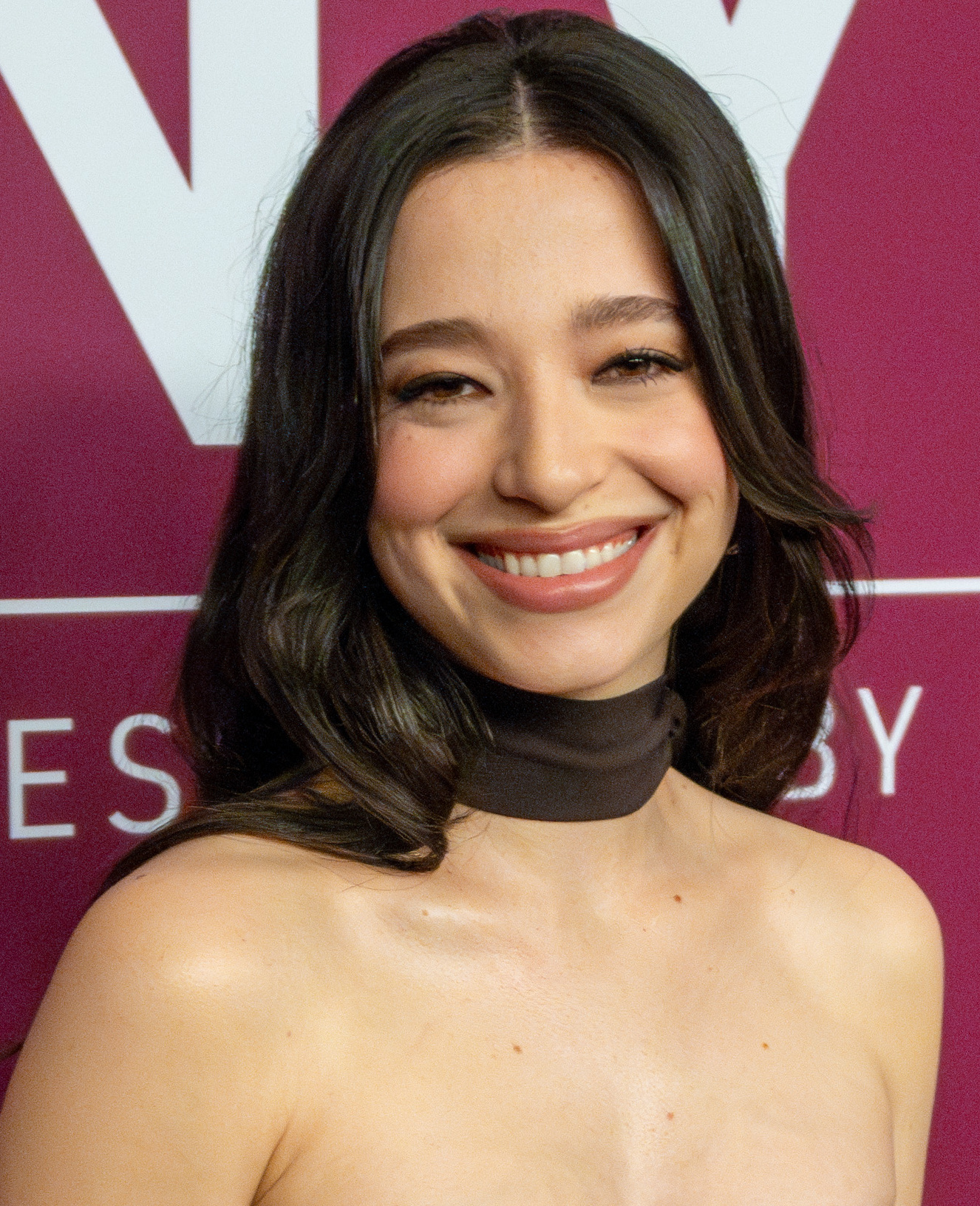
مایکی مدیسون، برنده بهترین بازیگر زن

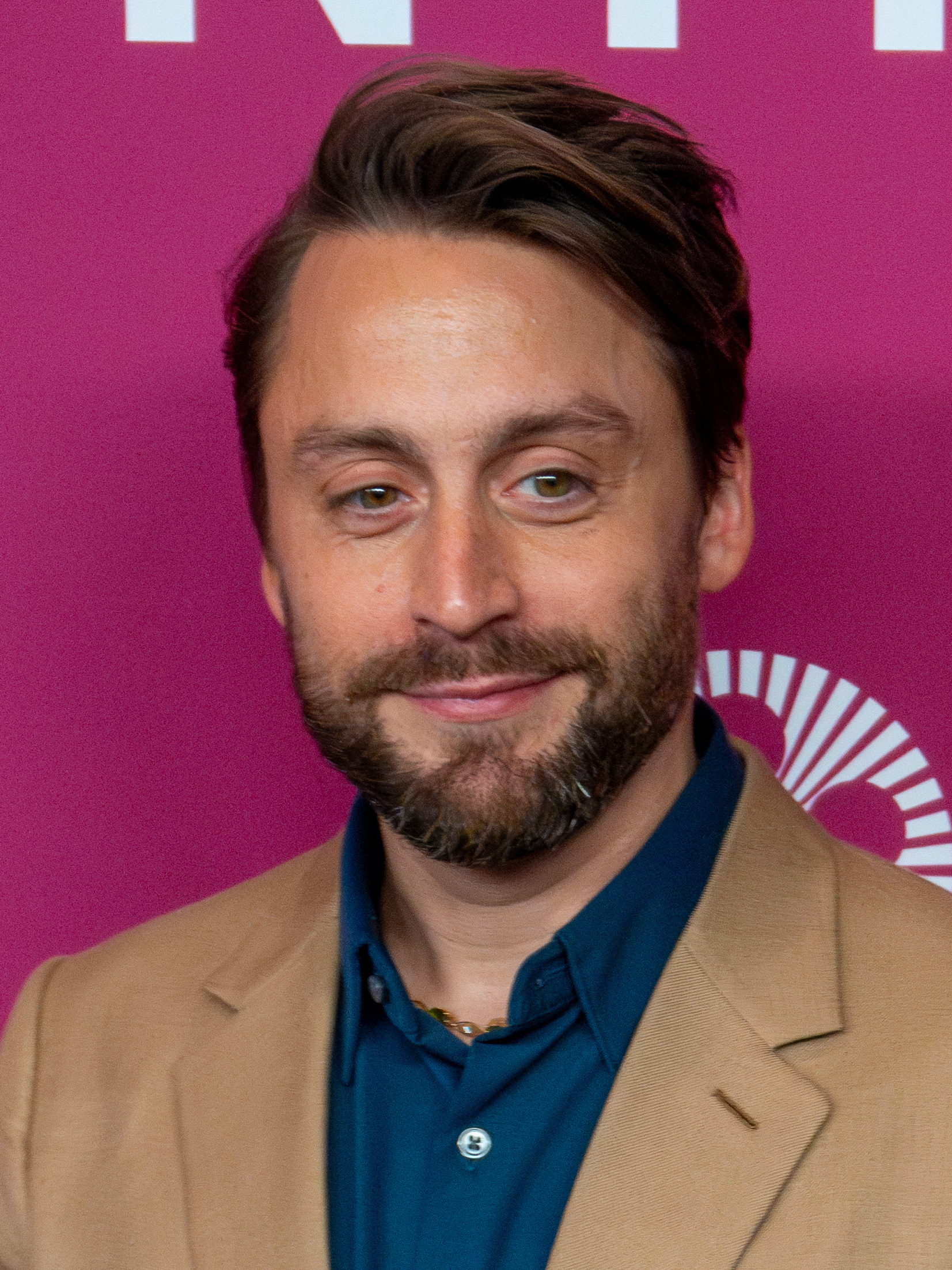
کیرن کالکین، برنده بهترین بازیگر نقش مکمل مرد

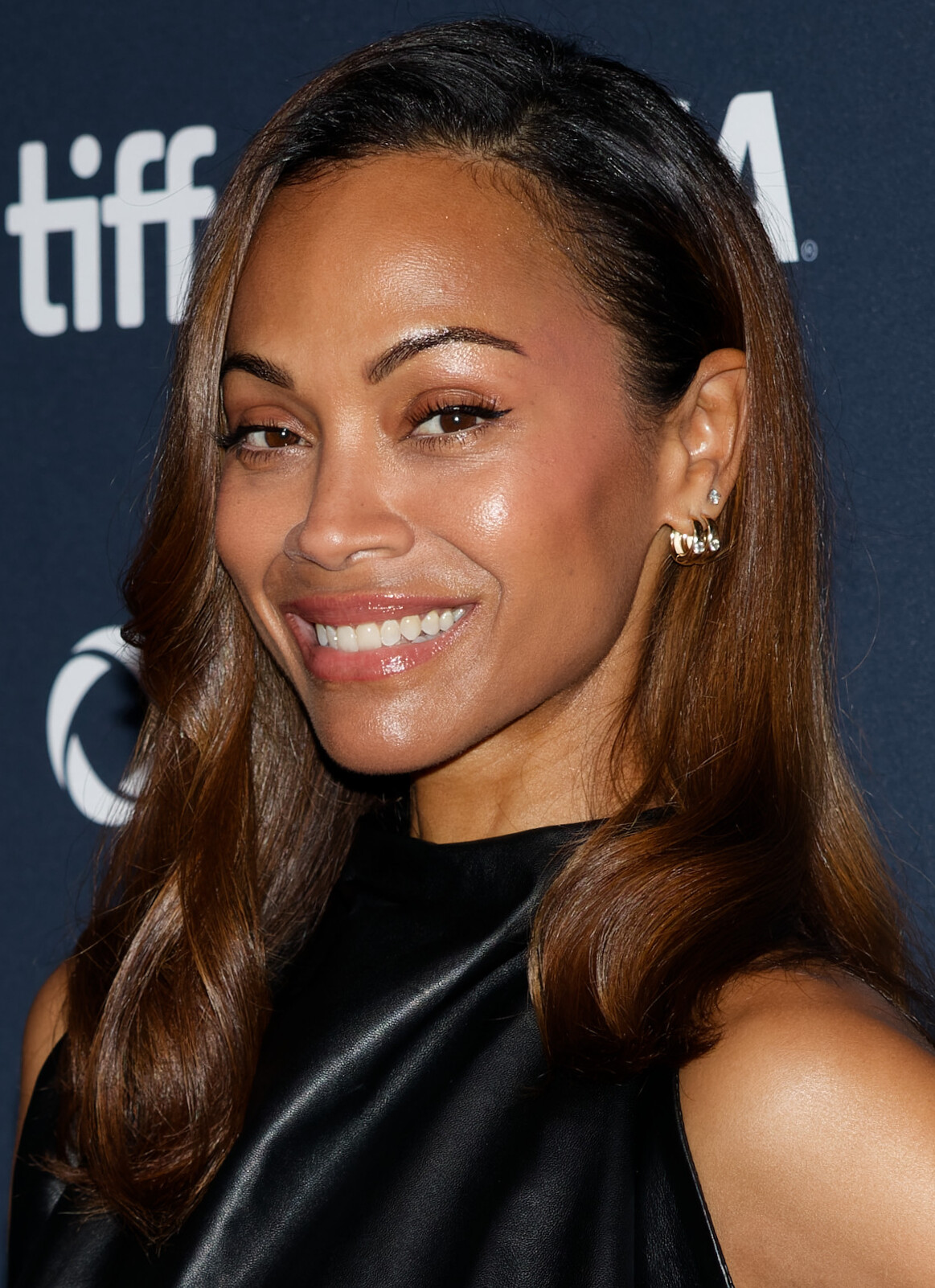
زوئی سالدانا، برنده بهترین بازیگر نقش مکمل زن

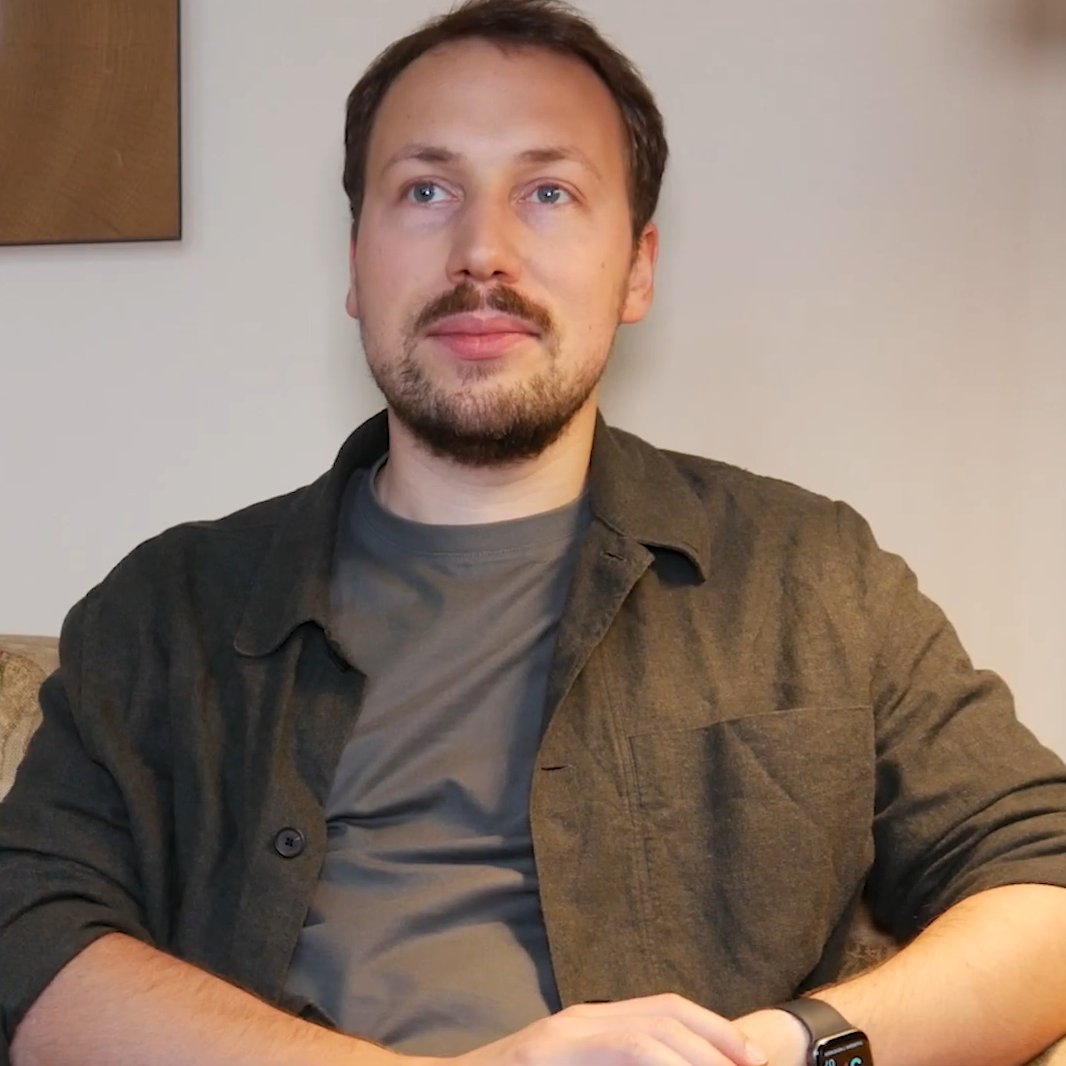
گینتز زیلبالودیس، برنده مشترک بهترین پویانمایی بلند

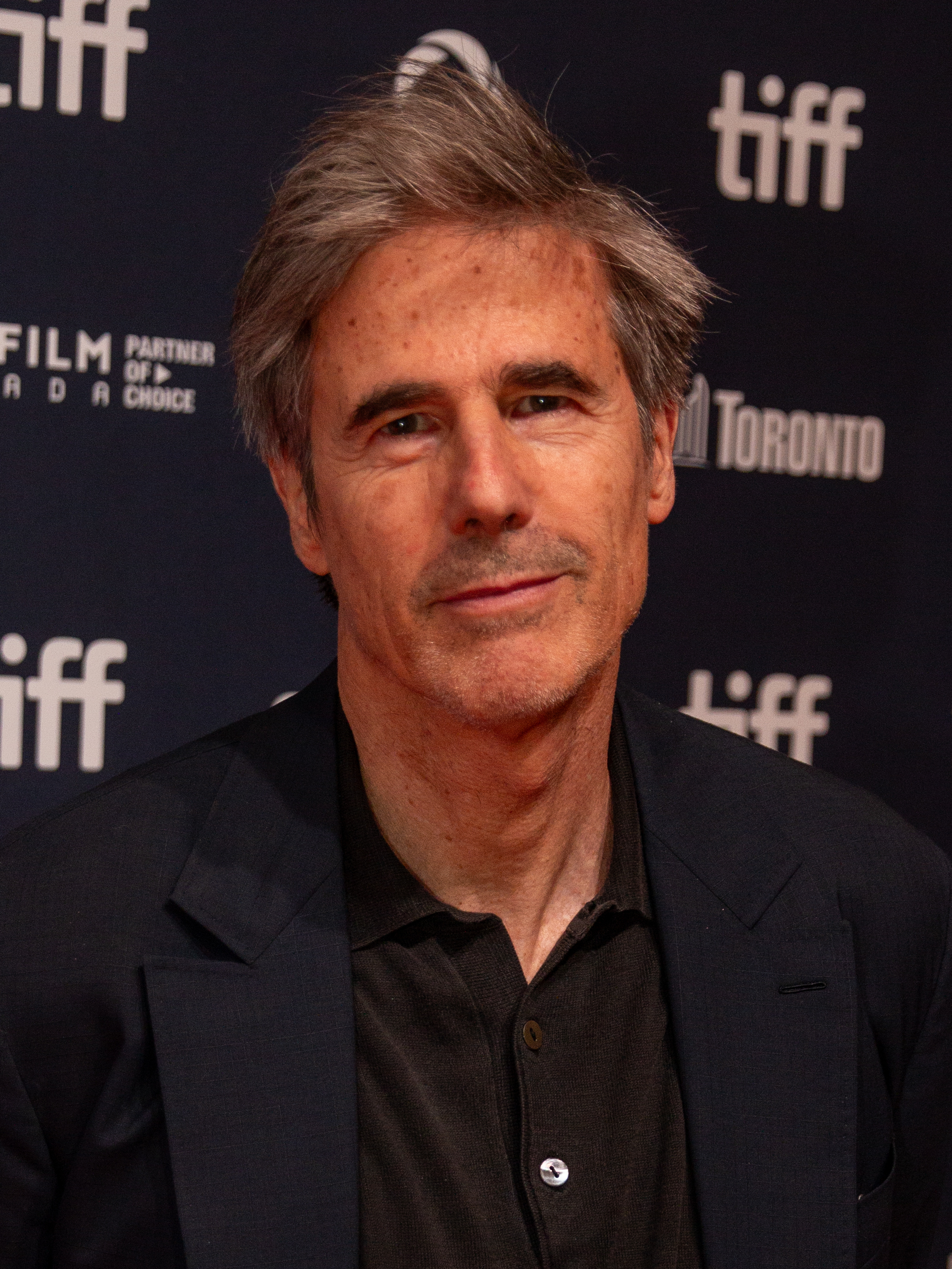
والتر سالس، برنده بهترین فیلم بلند بین‌المللی

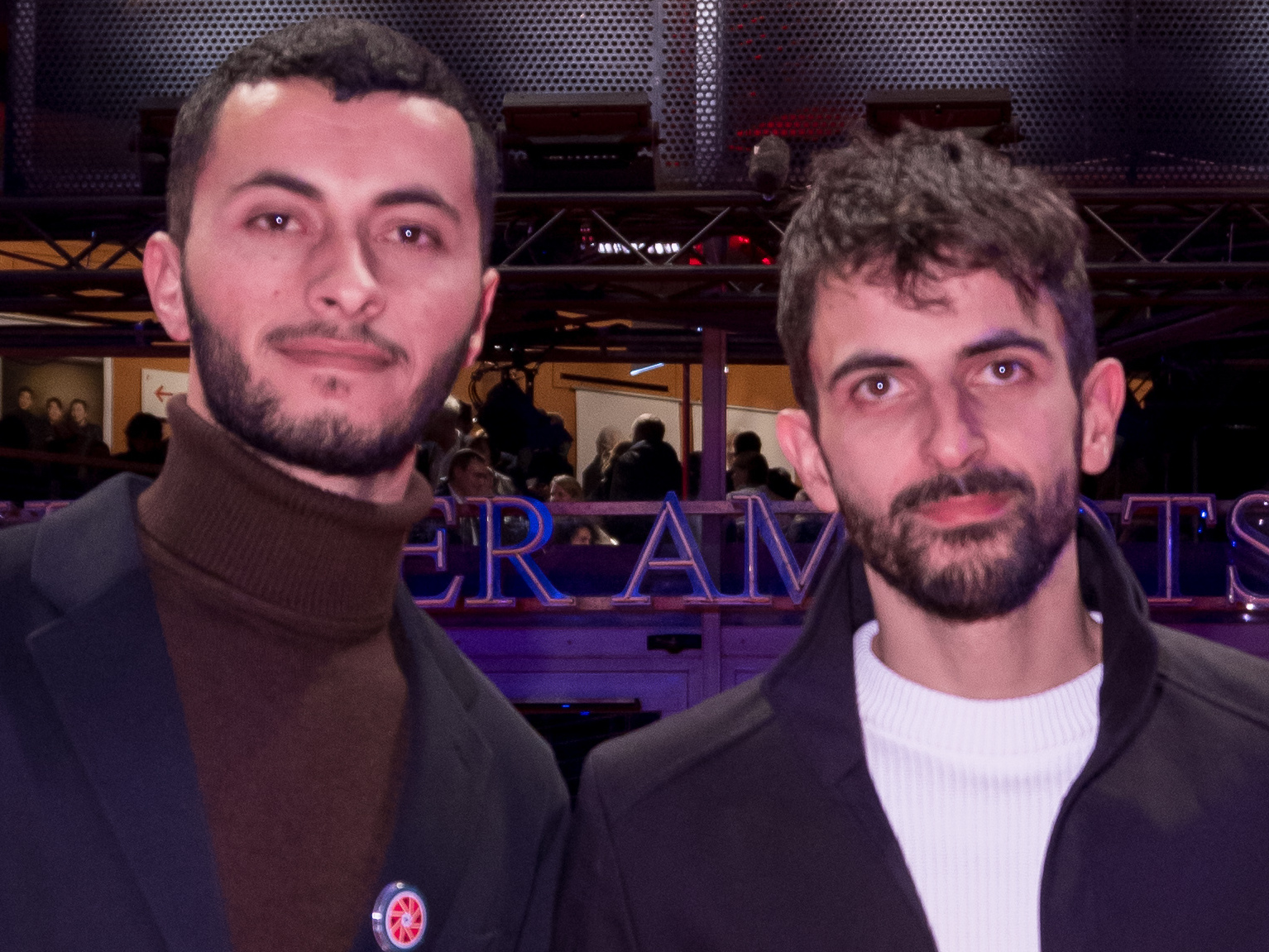
بازل آدرا و یووال آبراهام، برندگان مشترک بهترین فیلم مستند بلند

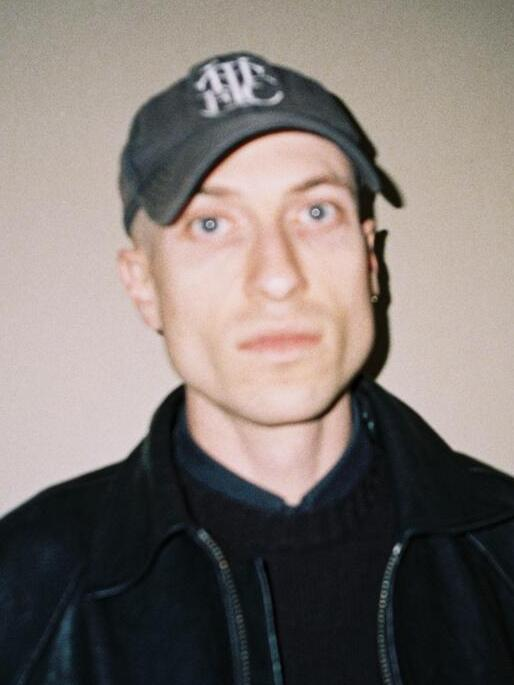
دانیل بلومبرگ، برنده بهترین موسیقی متن غیراقتباسی

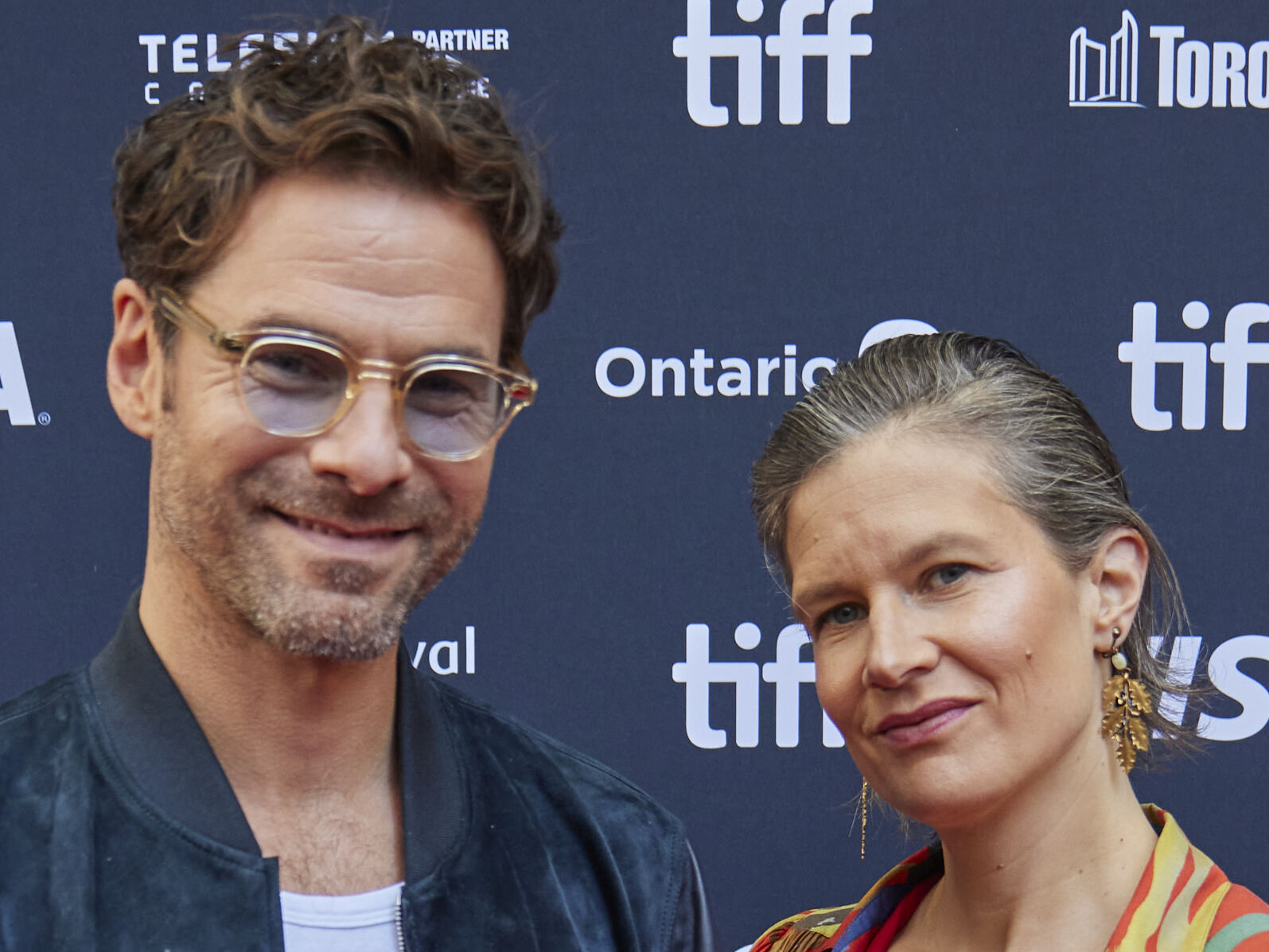
کلیمان دوکول و کامیل، برندگان مشترک بهترین ترانه غیراقتباسی

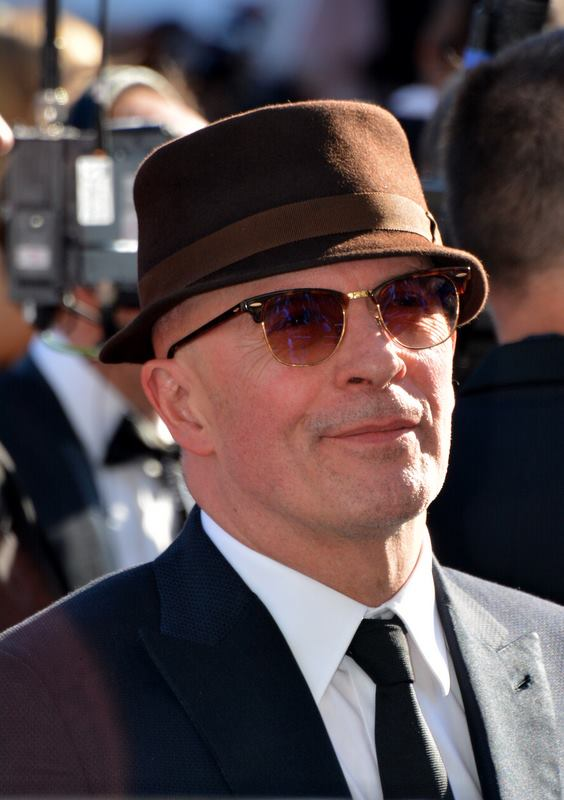
ژاک اودیار، برنده مشترک بهترین ترانه غیراقتباسی

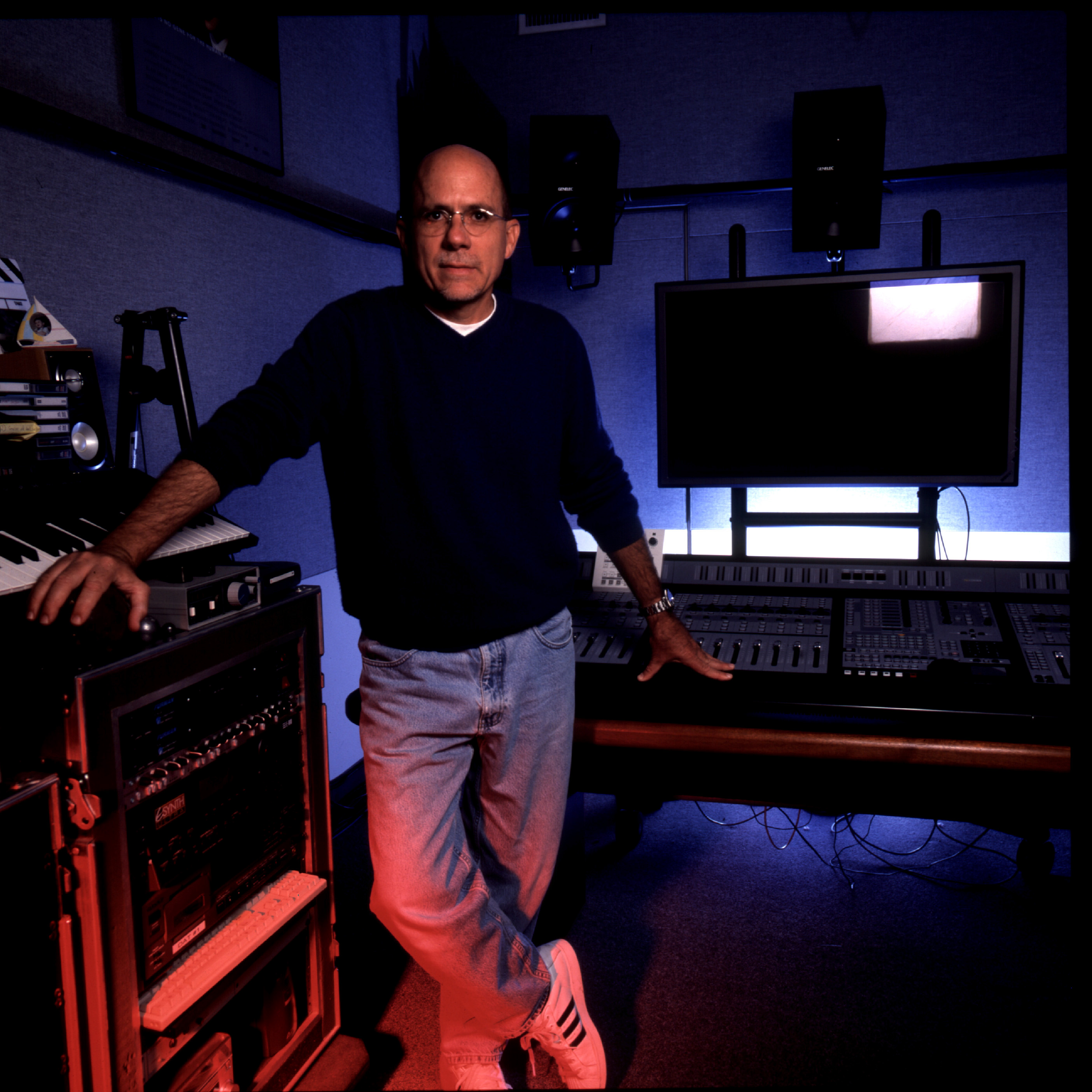
ریچارد کینگ، برنده مشترک بهترین صداگذاری

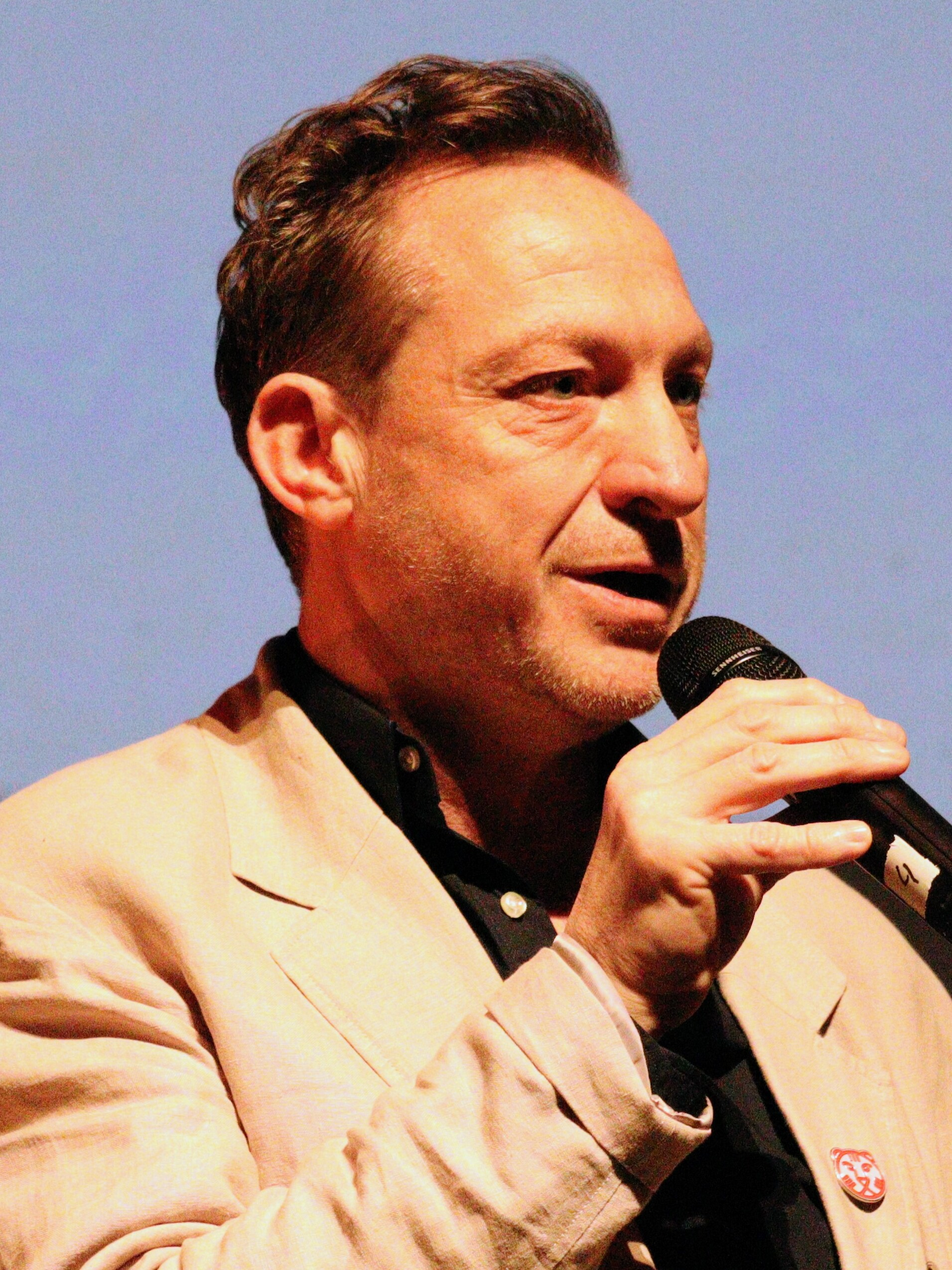
لول کرولی، برنده بهترین فیلمبرداری

برندگان در ابتدای فهرست قرار می‌گیرند، با خط پررنگ نمایش داده شده و با علامت دابل دَگِر (‡) مشخص می‌شوند.
| بهترین فیلم - آنورا – الکس کوکو، سامانتا کوان و شان بیکر، تهیه‌کنندگان ‡ - بروتالیست – نیک گوردون، برایان یانگ، اندرو موریسون، دی.جی. گوگنهایم و برادی کوربت، تهیه‌کنندگان - یک ناشناخته کامل – فرد برگر، جیمز منگولد، و الک هاینمن، تهیه‌کنندگان - مجمع کاردینال‌ها – تیا روس، ژولیت هاول و مایکل ای. جکمن، تهیه‌کنندگان - تلماسه: بخش دو – ماری پارنت، کیل بویتر، تانیا لاپونته و دنی ویلنوو، تهیه‌کنندگان - امیلیا پرز – پاسکال کوچتو و ژاک اودیار، تهیه‌کنندگان - هنوز اینجا هستم – ماریا کارلوتا برونو و رودریگو تکسیرا، تهیه‌کنندگان - پسران نیکل – دده گاردنر، جرمی کلینر و جاسلین بارنز، تهیه‌کنندگان - ماده – کورالی فارگیت، تیم بیوان و اریک فلنر، تهیه‌کنندگان - شرور – مارک پلت، تهیه‌کننده | بهترین کارگردانی - شان بیکر – آنورا ‡ - بردی کوربت – بروتالیست - جیمز منگولد – یک ناشناخته کامل - ژاک اودیار – امیلیا پرز - کورالی فارژا – ماده |
| بهترین بازیگر مرد - آدرین برودی – بروتالیست در نقش لاسلو توت ‡ - تیموتی شالامی – یک ناشناخته کامل در نقش باب دیلن - کولمن دومینگو – سینگ سینگ در نقش جان «دیواین جی» وایتفیلد - ریف فاینز – مجمع کاردینال‌ها در نقش کاردینال توماس لارنس - سباستین استن – کارآموزها در نقش دونال جی. ترامپ | بهترین بازیگر زن - مایکی مدیسون – آنورا در نقش آنورا «آنی» می‌خی‌وا ‡ - سینتیا اریوو – شرور در نقش الفابا تروپ - کارلا سوفیا گاسکون – امیلیا پرز در نقش امیلیا پرز / ژوان «مانیتاس» دل مونته - دمی مور – ماده در نقش الیزابت اسپارکل - فرناندا تورس – هنوز اینجا هستم در نقش یونیس پایوا |
| بهترین بازیگر نقش مکمل مرد - کیرن کالکین – یک درد واقعی در نقش بنجی کاپلان ‡ - یورا بوریسوف – آنورا در نقش ایگور - ادوارد نورتون – یک ناشناخته کامل در نقش پیت سیگر - گای پیرس – بروتالیست در نقش هریسون لی ون بورن سر. - جرمی استرانگ – کارآموز در نقش روی کوهن | بهترین بازیگر نقش مکمل زن - زوئی سالدانا – امیلیا پرز در نقش ریتا مورا کاسترو ‡ - مونیکا باربارو – یک ناشناخته کامل در نقش جون بایز - آریانا گرانده – شرور در نقش گالیندا «گلیندا» آپلند - فلیسیتی جونز – بروتالیست در نقش Erzsébet Tóth - ایزابلا روسلینی – مجمع کاردینال‌ها در نقش Sister Agnes |
| بهترین فیلم‌نامه غیراقتباسی - آنورا – شان بیکر ‡ - بروتالیست – بردی کوربت و مونا فستولد - یک درد واقعی – جسی آیزنبرگ - ۵ سپتامبر – موریتز بایندر، تیم فهلبائوم و الکس دیوید - ماده – کورالی فارژا | بهترین فیلم‌نامه اقتباسی - مجمع کاردینال‌ها – پیتر استران؛ بر پایه رمان مجمع کاردینال‌ها اثر رابرت هریس ‡ - یک ناشناخته کامل – جیمز منگولد و جی کاکس؛ بر پایه کتاب Dylan Goes Electric! اثر الیا والد - امیلیا پرز – ژاک اودیار؛ بر پایه اپرا لیبرتو امیلیا پرز اثر ژاک اودیار - پسران نیکل – رامل راس و جاسلین بارنز؛ بر پایه رمان پسران نیکل اثر کلسن وایتهد - سینگ سینگ – فیلم‌نامه گرگ کودار و کلینت بنتلی؛ داستانی از گرگ کودار، کلینت بنتلی، کلارنس مک‌کلین و جان "دیواین جب" وایتفیلد؛ بر پایه کتاب The Sing Sing Follies اثر جان اچ. ریچاردسون |
| بهترین فیلم پویانمایی - جریان – Gints Zilbalodis, Matīss Kaža, Ron Dyens, و Gregory Zalcman ‡ - درون و بیرون ۲ – کلسی من و مارک نیلسن - خاطرات یک حلزون – آدام الیوت و لیز کارنی - والاس و گرومیت: انتقام پرندگان – نامزدها مشخص خواهند شد - ربات وحشی – کریس سندرز و جف هرمان | بهترین فیلم بین‌المللی - هنوز اینجا هستم (برزیل) به پرتغالی – به کارگردانی والتر سالس ‡ - امیلیا پرز (فرانسه) به اسپانیایی – به کارگردانی ژاک اودیار - جریان (لتونی) بدون دیالوگ – به کارگردانی Gints Zilbalodis - دختری با سوزن (دانمارک) به دانمارکی – به کارگردانی Magnus von Horn - دانه‌ی انجیر معابد (آلمان) به فارسی – به کارگردانی محمد رسول‌اف |
| بهترین فیلم مستند - No Other Land – Basel Adra, Rachel Szor, Hamdan Ballal, and Yuval Abraham ‡ - Black Box Diaries – Shiori Itō, Eric Nyari, and Hanna Aqvilin - Porcelain War – Brendan Bellomo, Slava Leontyev, Aniela Sidorska, and Paula DuPré Pesmen - Soundtrack to a Coup d'Etat – Johan Grimonprez, Daan Milius, and Rémi Grellety - Sugarcane – Nominees to be determined | بهترین فیلم مستند کوتاه - The Only Girl in the Orchestra – Molly O'Brien and Lisa Remington ‡ - Death by Numbers – Kim A. Snyder and Janique L. Robillard - I Am Ready, Warden – Smriti Mundhra and Maya Gnyp - Incident – Bill Morrison and Jamie Kalven - Instruments of a Beating Heart – Ema Ryan Yamazaki and Eric Nyari |
| بهترین فیلم کوتاه - I'm Not a Robot – Victoria Warmerdam and Trent ‡ - A Lien – Sam Cutler-Kreutz and David Cutler-Kreutz - Anuja – Adam J. Graves and Suchitra Mattai - The Last Ranger – Cindy Lee and Darwin Shaw - The Man Who Could Not Remain Silent – Nebojša Slijepčević and Danijel Pek | بهترین پویانمایی کوتاه - در سایه سرو – شیرین سوهانی و حسین ملایمی ‡ - Beautiful Men – Nicolas Keppens and Brecht Van Elslande - Magic Candies – دایسوکه نیشیو و تاکاشی واشینو - Wander to Wonder – Nina Gantz and Stienette Bosklopper - Yuck! – Loïc Espuche and Juliette Marquet |
| بهترین موسیقی فیلم - بروتالیست – Daniel Blumberg ‡ - مجمع کاردینال‌ها – هائوشکا - امیلیا پرز – Clément Ducol و Camille - شرور – جان پاول و استیون شوارتس - ربات وحشی – کریس باورز | بهترین ترانه - «El Mal» از امیلیا پرز – موسیقی از کلیمان دوکول و کامیل؛ متن ترانه از کلیمان دوکول، کامیل و ژاک اودیار ‡ - «The Journey» از The Six Triple Eight – موسیقی و متن ترانه از Diane Warren - «Like a Bird» از سینگ سینگ – موسیقی و متن ترانه از Abraham Alexander و Adrian Quesada - «Mi Camino» از امیلیا پرز – موسیقی و متن ترانه از Camille و Clément Ducol - «Never Too Late» از Elton John: Never Too Late – موسیقی و متن ترانه از التون جان، برندی کارلایل، اندرو وات و Bernie Taupin                                             |
| بهترین صداگذاری - تلماسه: بخش دو – Gareth John, ریچارد کینگ، Ron Bartlett, and Doug Hemphill ‡ - یک ناشناخته کامل – Tod A. Maitland, Donald Sylvester, Ted Caplan, Paul Massey, and \|David Giammarco - امیلیا پرز – Erwan Kerzanet, Aymeric Devoldère, Maxence Dussère, Cyril Holtz, and Niels Barletta - شرور – Simon Hayes, Nancy Nugent Title, Jack Dolman, Andy Nelson, and John Marquis - ربات وحشی – رندی تام، Brian Chumney, Gary A. Rizzo, and Leff Lefferts | بهترین طراحی صحنه - شرور – Production design: Nathan Crowley; set decoration: Lee Sandales ‡ - بروتالیست – Production design: Judy Becker; set decoration: Patricia Cuccia - مجمع کاردینال‌ها – Production design: Suzie Davies; set decoration: Cynthia Sleiter - تلماسه: بخش دو – Production design: Patrice Vermette; set decoration: Shane Vieau - نوسفراتو – Production design: Craig Lathrop; set decoration: Beatrice Brentnerová |
| بهترین فیلم‌برداری - بروتالیست – Lol Crawley ‡ - تلماسه: بخش دو – گرگ فریزر - امیلیا پرز – Paul Guilhaume - ماریا – ادوارد لاکمن - نوسفراتو – یارین بلاشکه | بهترین چهره‌پردازی و آرایش مو - ماده – Pierre-Oliver Persin, Stéphanie Guillon, and Marilyne Scarselli ‡ - مردی متفاوت – Mike Marino, David Presto, and Crystal Jurado - امیلیا پرز – Julia Floch Carbonel, Emmanuel Janvier, and Jean-Christophe Spadaccini - نوسفراتو – David White, Traci Loader, and Suzanne Stokes-Munton - شرور – فرانسیس هانن، Laura Blount, and Sarah Nuth |
| بهترین طراحی لباس - شرور – پل تازول ‡ - یک ناشناخته کامل – Arianne Phillips - مجمع کاردینال‌ها –Lisy Christl - گلادیاتور ۲ – جنتی ییتس و Dave Crossman - نوسفراتو – Linda Muir | بهترین تدوین - آنورا – شان بیکر ‡ - بروتالیست – David Jancso - مجمع کاردینال‌ها – Nick Emerson - امیلیا پرز – ژولیت ولفلینگ - شرور – Myron Kerstein |
| بهترین جلوه‌های تصویری - تلماسه: بخش دو – Paul Lambert, Stephen James, Rhys Salcombe, and Gerd Nefzer ‡ - بیگانه: رومولوس – Eric Barba, Nelson Sepulveda-Fauser, Daniel Macarin, and Shane Mahan - Better Man – Luke Millar, David Clayton, Keith Herft, and Peter Stubbs - پادشاهی سیاره میمون‌ها – Erik Winquist, Stephen Unterfranz, Paul Story, and Rodney Burke - شرور – پابلو هلمن، Jonathan Fawkner, David Shirk, and Paul Corbould | |

### فیلم‌ها با چندین نامزدی و جایزه
| تعداد نامزدها | فیلم             |
| ------------- | ---------------- |
| ۱۳            | امیلیا پرز       |
| ۱۰            | بروتالیست        |
| ۱۰            | شرور             |
| ۸             | یک ناشناخته کامل |
| ۸             | مجمع کاردینال‌ها  |
| ۶             | آنورا            |
| ۵             | تلماسه: بخش دو   |
| ۵             | ماده             |
| ۴             | نوسفراتو         |
| ۳             | هنوز اینجا هستم  |
| ۳             | سینگ سینگ        |
| ۳             | ربات وحشی        |
| ۲             | کارآموز          |
| ۲             | جریان            |
| ۲             | پسران نیکل       |
| ۲             | یک درد واقعی     |

| جایزه‌ها | فیلم           |
| ------- | -------------- |
| ۵       | آنورا          |
| ۳       | بروتالیست      |
| ۲       | تلماسه: بخش دو |
| ۲       | امیلیا پرز     |
| ۲       | شرور           |

## اطلاعات مراسم

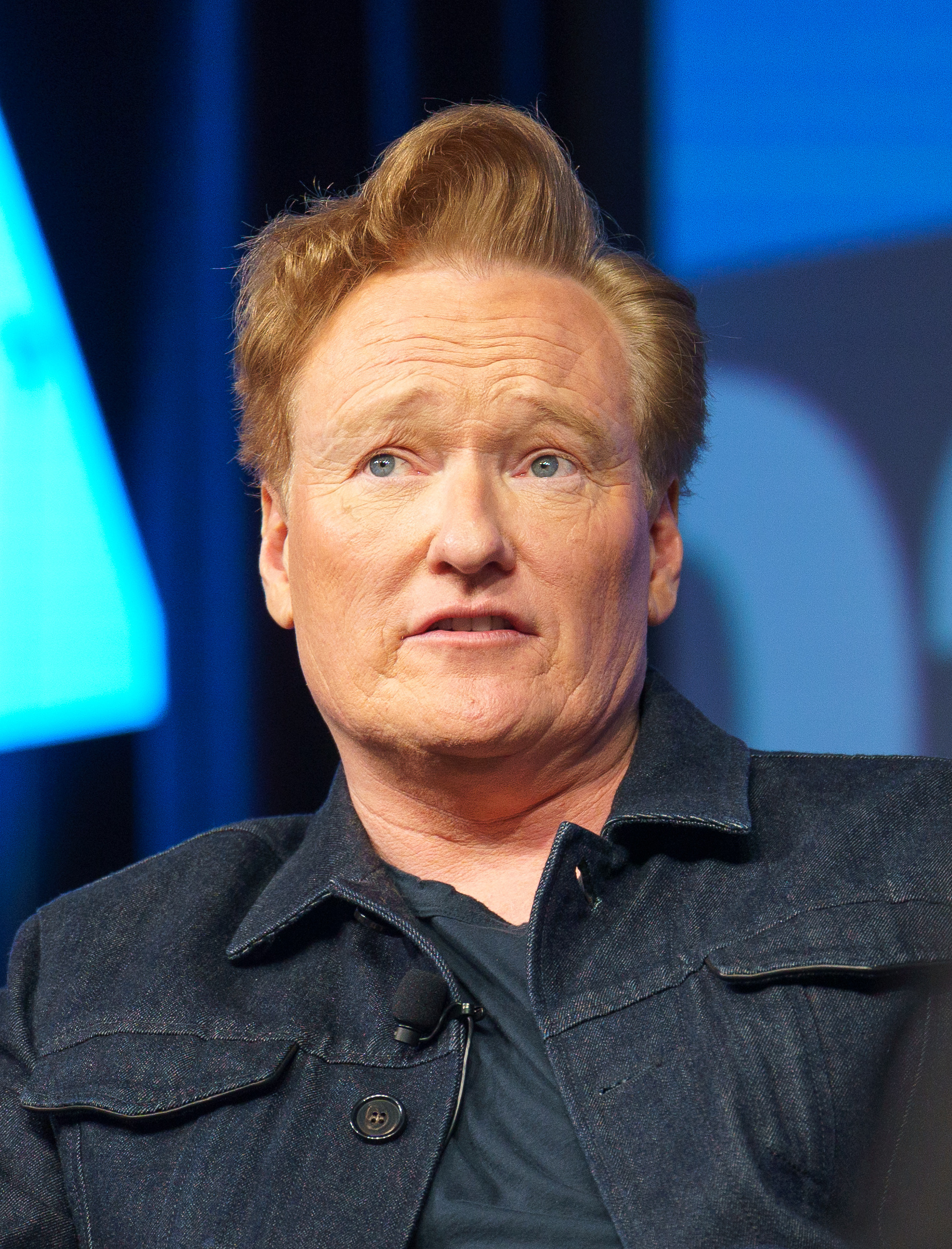
کونان اوبراین میزبان نود و هفتمین دوره جوایز اسکار است.

در اکتبر ۲۰۲۴، آکادمی برای دومین سال پیاپی، تهیه‌کنندگان تلویزیونی راج کاپور و کتی مولان را برای نظارت بر تولید مراسم اسکار ۲۰۲۵ انتخاب کرد. همچنین همیش همیلتون، کارگردان تلویزیونی با تجربه، برای دومین سال متوالی و به‌طور کلی برای پنجمین بار به عنوان کارگردان پخش زنده مراسم انتخاب شد. بیل کرمر، مدیر عامل اجرایی آکادمی علوم و هنرهای سینما و جنت یانگ، رئیس آکادمی علوم و هنرهای سینما، در بیانیه‌ای دربارهٔ انتخاب این تهیه‌کنندگان اعلام کردند: «ما خوشحالیم که تیم خلاق و پرانرژی خود را برای این مراسم دوباره داریم، از جمله راج، کتی، همیش، میستی، آلانا و دیو. همچنین از پیوستن مایکل بردن، نابغه‌ای برجسته به تیم بسیار هیجان‌زده‌ایم.» آنها افزودند: «عشق آن‌ها به سینما، دیدگاه جمعی خلاقانه‌شان و تجربه بی‌نظیرشان در تلویزیون زنده، این تیم را به بهترین گزینه برای خلق یک مراسم استثنایی برای مخاطبان جهانی در بزرگ‌ترین شب صنعت فیلم تبدیل کرده است.» کاپور و مولان در پاسخ بیانیه‌ای منتشر کردند و گفتند: «بسیار خوشحالیم که دوباره رهبری تیم فوق‌العادهٔ تولید اسکار را به عهده می‌گیریم و در کنار آکادمی و دیزنی/ای‌بی‌سی کار می‌کنیم تا شبی فراموش‌نشدنی برای طرفداران سینما در سراسر جهان بسازیم. امیدواریم که بتوانیم به الهام‌بخشی و ارتباط با نسل‌های جدید ادامه دهیم تا عشق خود را به هنر سینما به اشتراک بگذاریم و از تمام هنرمندان فوق‌العاده‌ای که امسال نامزد اسکار شده‌اند، تجلیل کنیم.»
ماه بعد، کمدین، پادکست‌ساز و مجری سابق تاک شو، کونان اوبراین به عنوان مجری این مراسم معرفی شد. کرمر و یانگ دلیل انتخاب او برای میزبانی را این‌طور توضیح دادند: «ما بسیار خوشحال و مفتخریم که کونان اوبراین فوق‌العاده را به عنوان میزبان اسکار امسال داریم. او فردی کاملاً مناسب است که با شوخ‌طبعی ناب، علاقه‌اش به سینما و تجربه‌اش در تلویزیون زنده، به ما کمک می‌کند تا جشن جهانی فیلم را هدایت کنیم. توانایی فوق‌العاده‌اش در ارتباط با تماشاگران باعث می‌شود تا اسکار کاری که همیشه انجام می‌دهد — فیلم‌ها و فیلمسازان برجسته امسال را گرامی بدارد.» اوبراین در واکنش به انتخابش به عنوان میزبان در یک بیانیه مطبوعاتی گفت: «آمریکا خواست و حالا دارد اتفاق می‌افتد: چیزی چالوبا سوپریمِ جدیدِ تاکو بل. و در خبرهای دیگر، من میزبان اسکار هستم.» پیش از این تصمیم، شایعات و اخبار از منابع معتبر نشان می‌داد که آکادمی قصد داشت از چند مجری برای تقسیم وظایف در طول مراسم استفاده کند. این ایده بعد از آن مطرح شد که جیمی کیمل، که برای چهار بار مجری اسکار بوده است (در سال‌های ۲۰۱۷، ۲۰۱۸، ۲۰۲۳ و ۲۰۲۴) و جان مولانی، که مجری چهاردهمین مراسم جوایز فرمانداران بود و نقدهای مثبت زیادی گرفت، گزارش شد که این فرصت را رد کردند. رایان رینولدز و هیو جکمن، بازیگران ددپول و ولورین نیز از کسانی بودند که شایعاتی در مورد حضورشان به عنوان میزبان اسکار مطرح شده بود. اما رینولدز به ددلاین هالیوود گفت که این احتمال خیلی کم است، هرچند اضافه کرد که دوست دارد «روزی» با جکمن میزبان اسکار باشد.
در یک تغییر از سنت‌های گذشته، پنج قطعه موسیقی نامزد جایزه اسکار بهترین ترانه به‌طور زنده اجرا نمی‌شوند. در عوض، مراسم بیشتر بر روی ترانه‌سرایان تمرکز خواهد کرد و با بازتاب‌های شخصی و بینش پشت‌صحنه تیم‌های خلاقی که این موسیقی‌ها را ساخته‌اند، آن‌ها را معرفی می‌کند.

### تأثیر آتش‌سوزی لس آنجلس
رأی‌گیری برای نامزدی‌های اسکار از ۸ ژانویه ۲۰۲۵ شروع شد و قرار بود در ۱۲ ژانویه به پایان برسد، اما به دلیل آتش‌سوزی جنگل‌های کالیفرنیای جنوبی، مهلت رأی‌گیری تا ۱۷ ژانویه تمدید شد. اعلام نامزدها که قرار بود ۱۷ ژانویه انجام شود، به ۲۳ ژانویه موکول شد.